# Hegyi zsidók
A hegyi zsidók vagy kelet-kaukázusi zsidók, bikek (önelnevezésük жугьур / zsugur, джуhур / dzsuhur, a. m. ’zsidók’) Azerbajdzsán északi területein, Quba, Ganja és Bakı környékén, valamint Oroszország, azon belül a Krasznodari kerület déli részén, a Dagesztáni Köztársaságban, a Kubán folyása mentén, valamint a dagesztáni fővárosban, Mahacskalában élő zsidó népcsoport. Szokás őket kaukázusi zsidók néven is emlegetni, ám ez a megnevezés nem egészen helytálló, tekintve, hogy a Kaukázusban más zsidó közösségek is élnek (grúziai zsidók, askenázi zsidók). Számuk 1989-ben Azerbajdzsánban 24 ezerre, Dagesztánban 7 ezerre volt tehető, további, a Kaukázus vidékéről elszármazott 70 ezer hegyi zsidó él Izraelben (1998). Más források szerint 11 300 hegyi zsidó él Oroszországban (ebből 3600 Dagesztánban, 3200 a Kabard-Balkár Köztársaságban, 2600 Csecsen- és Ingusföldön), 5500 pedig Azerbajdzsánban.
Néprajzi szempontból két dagesztáni (a Kajtagi kerületben élő kajtogok, és Derbent környéki darbandok), valamint három azerbajdzsáni csoportjuk (a Quba vidékén lakó gubók, a Bakı környéki sirvonok, valamint a vartaseni zsidók) különböztethető meg. A hagyományosan mezőgazdasággal, kézművességgel és kereskedelemmel foglalkozó hegyi zsidók mindennapi vallásgyakorlatára hatott a környező népek hitvilága is. Muszlim mintára olyan démonok népesítik be a környező világot, mint Szer-ovi, a víz, és Zemirej, az eső szelleme, Segadu, a tisztátalanság démona stb. Zoroasztriánus elemek a világnak a Jó és a Rossz állandósuló harcaként történő felfogásában mutatkoznak meg. Ugyan fennmaradt néhány kabbalisztikus kéziratuk, de az első dzsuhuri nyelvű könyv csak 1909-ben került ki a nyomdából. Vendégszerető emberek hírében álltak, házaikban (szakli) általában három szoba állt: egy a családfő, illetve a férfiak számára, egy az alárendelt szerepet betöltő nőknek és gyerekeknek, a harmadikat pedig a vendégeknek tartották fenn.

## Nyelvük
A hegyi zsidók nyelve az indoeurópai nyelvcsalád iráni ágába tartozó dzsuhuri nyelv (vagy bik nyelv) az Iránban beszélt tat nyelv egy változata, ezért szokás judeotat nyelvként is hivatkozni rá. Fonetikai-morfológiai szempontból ugyan iráni nyelv, de erőteljes hatást gyakorolt rá a héber és a török is. Ábécéjük a héber íráson alapul.

## Történetük
A kaukázusi zsidók története legkevesebb kétezer évre tekinthet vissza, de annak pontos meghatározásával mindmáig adós a történettudomány, hogy mikor kerültek zsidók e vidékre. Saját hagyományuk szerint Izrael egyik törzsének leszármazottai volnának, és őseik azt követően érkeztek a Kaukázus vidékére, hogy az i. e. 8. század során az Újasszír Birodalom vereséget mért Izrael fiaira. Más hagyomány szerint azután érkeztek zsidók a vidékre, hogy Jeruzsálem i. e. 586-ban az Újbabiloni Birodalom kezére került (babiloni fogság). Annyi bizonyos, hogy a kora keresztény időkben, időszámításunk első évszázadaiban már éltek zsidók ezen a környéken, s néhány középkori örmény és grúz arisztokrata család (köztük a Bagratuni-család) e korai zsidó betelepülők leszármazottainak vallották magukat. Később is nagy számban érkeztek zsidók a Kaukázus vidékére, így például a 4. században, a terjeszkedő Szászánidák elől menekülő perzsiai zsidók.
E migrációs folyamatok végeredményeként a kaukázusi zsidóknak két jól elkülöníthető csoportja alakult ki: az ebraelik néven is ismert grúziai zsidóké, valamint a hegyi zsidóké. Az előbbiek Grúzia területén éltek, és az évszázadok során egy archaikusnak mondható grúz nyelvet őriztek meg, és bár szokásrendszerük, életmódjuk némileg különbözött a többségi grúzokétól, alapvetően a grúz nép részének tekinthetők.
A 7–10. század során a Kazár Kaganátus fennhatósága alatt éltek, sőt, egyes feltételezések szerint az uralkodó elit a hegyi zsidók soraiból kerülhetett ki, így lehetett a kaganátus államvallása a judaizmus. Hamarosan azonban a hegyi zsidók a mind erősebb iszlám befolyása alá kerültek, és sokan közülük áttértek. Néhány, ma iszlám vallású kaukázusi nép őseiként a hegyi zsidókat tartja számon a történettudomány (lezgek, szvánok, hevszurok). Voltak azonban, ha nem is sokan, akik hűek maradtak vallásukhoz, s a 13. században a bagdadi exilarchátus alá tartoztak.
Az elkövetkező évszázadokból kevés forrás maradt fenn a hegyi zsidók életéről, a 18. századi híradások pedig már arról szólnak, hogy az iszlám tengerben élő zsidók az egymással háborúzó Oszmán Birodalom és Oroszország közül ez utóbbit támogatták. 1799 után a hegyi zsidók orosz fennhatóság alá kerültek, ám csalódniuk kellett a keresztény Oroszország kormányzási módszereiben: I. Miklós 1827-ben rendeletet adott ki, amelynek értelmében valamennyi zsidónak el kellett volna hagynia a Kaukázust. A helyi hatóságok tiltakozásának hatására tíz év elteltével, 1837-ben módosították a rendeletet akképpen, hogy a Kaukázusban honos grúziai és hegyi zsidók lakhelyeiken maradhatnak, sőt, nem is költözhetnek a birodalom más vidékeire, más zsidó csoportoknak azonban el kell hagyniuk a régiót. II. Sándor uralkodása (1855–1881) alatt a zsidók helyzete javult, szabadabban mozoghattak és költözhettek, sokan el is hagyták szülőföldjüket, java részük Palesztinába vándorolt. 1897-re a hegyi zsidók létszáma jelentősen megfogyatkozott, népszámlálási adatok alapján mindössze 7 ezren voltak. A 20. század folyamán számuk ugyan megsokszorozódott, az 1960-as évekre elérte a 25 ezret, de még ugyanebben az évtizedben megindult nagy arányú kivándorlásuk is, többnyire Izraelbe és az Amerikai Egyesült Államokba.